# McBride Range
McBride Range är ett berg i Kanada.   Det ligger i provinsen British Columbia, i den sydvästra delen av landet, 3 500 km väster om huvudstaden Ottawa. Toppen på McBride Range är 1 876 meter över havet.
Terrängen runt McBride Range är huvudsakligen bergig, men åt sydost är den kuperad. Trakten runt McBride Range är nära nog obefolkad, med mindre än två invånare per kvadratkilometer.. Det finns inga samhällen i närheten. 
Trakten runt McBride Range är permanent täckt av is och snö.